# Vanesse de l'obetie
Antanartia borbonica
Espèce
Statut de conservation UICN

 EN B1ab : En danger
La Vanesse de l'obetie ou Vanesse de Bourbon (Antanartia borbonica) est une espèce de lépidoptères de la famille des Nymphalidae. Elle est endémique de l'archipel des Mascareignes, dans le Sud-Ouest de l'océan Indien.

## Description

### Papillon
L'imago de la Vanesse de l'obetie est un grand papillon dont le dessus des ailes est brun-noir orné de bandes jaune orangé : une bande médiane aux ailes antérieures, et une bande marginale aux ailes postérieures, incluant une queue. Un ocelle rouge est présent à l'angle anal de l'aile postérieure, au niveau d'une seconde queue vestigiale. L'apex de l'aile antérieure comporte plusieurs points blancs.
Le revers des ailes est brun avec des dessins marron clair et foncé formant des marbrures, et à l'aile antérieure la même bande orangée que sur le dessus.

### Chenille
La chenille, très épineuse, est le plus souvent brune, parfois avec des taches beige clair.

## Biologie

### Plantes hôtes
Les plantes nourricières de la chenille sont des urticacées : Pouzolzia laevigata (le Bois de fièvre), Obetia ficifolia (le Bois d'ortie), Boehmeria macrophylla, Boehmeria stipularis, occasionnellement Boehmeria penduliflora et certaines espèces du genre Pilea. 
La chenille se fabrique une loge protectrice en découpant et cousant la feuille sur laquelle elle vit.

### Parasitisme
Les chenilles sont parasitées par une tachinaire, Eucacelia evolens. L'espèce est également fragilisée par des maladies virales et bactériennes.

## Distribution et biotopes
Antanartia borbonica est endémique des Mascareignes et se compose de deux sous-espèces :
- Antanartia borbonica borbonica Hübner, 1821 est endémique de l'île de La Réunion.
- Antanartia borbonica mauritiana Manders, 1908, parfois traitée comme une espèce distincte, est endémique de l'île Maurice, mais elle semble aujourd'hui être éteinte[1].

À La Réunion, A. b. borbonica est le plus fréquemment observée entre 450 et 800 m d'altitude, mais se trouve aussi dès 100 m et au-delà de 1 000 m. Le papillon se rencontre aussi bien en forêt primaire humide que dans des zones plus dégradées.

## Systématique et histoire évolutive
L'espèce Antanartia borbonica a été décrite par l'entomologiste français Charles Oberthür en 1880, sous le nom initial de Vanessa borbonica.
Elle est classée dans la famille des Nymphalidae, la sous-famille des Nymphalinae et la tribu des Nymphalini.
On suppose que la lignée dont provient Antanartia borbonica a atteint les îles depuis l'Afrique : d'autres taxons endémiques insulaires se sont développés de la même façon, comme Antanartia hippomene madegassorum (Aurivillius, 1898) à Madagascar.

## Statut et protection
La sous-espèce réunionnaise Antanartia borbonica borbonica figure sur la liste rouge des espèces menacées à La Réunion avec le statut d'espèce en danger (EN),.
L'espèce est protégée par la loi française, par l'arrêté du 19 novembre 2007 fixant la liste des insectes de la Réunion protégés sur l'ensemble du territoire et les modalités de leur protection. Cette protection concerne aussi le Papillon La Pâture (Papilio phorbanta) et la Salamide d'Augustine (Salamis augustina).